# Пригоди слона
«Пригоди слона» — сімейна стрічка про слона на ім'я Шепіт від народження і до дорослих років.

## Сюжет
Слоненятко Шепотунчик губиться після нападу браконьєрів. Його знаходить слониха Кралечка. Вона бере його під свою опіку, щоб допомогти знайти його маму або нову сім'ю. Тим часом страх від браконьєрів і левів веде їх далі. Відбувається черговий напад на стадо. Кралечку сильно ранять, але вона встигає сказати Шепотунчик йти з її стадом і наглядати за ним. Діставшись до річки, знову з'являються мисливці. Слоненятку вдається попередити інших. Принцеса відстає, але вона рятується. Півбивня повертається до Кралечки, щоб допомогти їй.
Вдалині слони помічають одиноку слониху, яка виявилась мамою Шепотунчика. Вони возз'єднуються й їх приймає стадо, вони продовжують жити своїм життям.

## Актори озвучення
| Актор                 | Роль       |
| --------------------- | ---------- |
| Анджела Бассетт       | Кралечка   |
| Джоанна Ламлі         | Півбивня   |
| Енн Арчер             | Ніжна      |
| Дебі Дерріберрі       | Шепотунчик |
| Кевін Майкл Річардсон | Шепіт      |
| Еліс Гостлі           | Беззуба    |
| Кет Крессіда          | Принцеса   |

## Створення фільму

### Виробництво
Зйомки фільму проходили в Ботсвані.

### Знімальна група
- Кінорежисер — Дерек Жубер
- Сценаристи — Дерек Жубер, Беверлі Жубер, Джордан Моффет, Голлі Голберг Слоан
- Кінопродюсер — Дерек Жубер, Беверлі Жубер
- Композитор — Тревор Рабін
- Кінооператор — Дерек Жубер
- Кіномонтаж — Нена Олведж
- Підбір акторів — Маріон Левін[1]

## Сприйняття
Фільм отримав негативні відгуки. На сайті Rotten Tomatoes оцінка стрічки становить 34 % від глядачів із середньою оцінкою 3,1/5 (1 158 голосів). Фільму зарахований «розсипаний попкорн» від глядачів, Internet Movie Database — 5,2/10 (234 голоси), Metacritic — 30/100 (5 відгуків критиків).

## Домашні медіа
Фільм вийшов на VHS та DVD 23 жовтня 2001 року і став доступним для перегляду на Disney+ після запуску сервісу 12 листопада 2019 року.